# Timur Gaidálov
Timur Gaidálov –en ruso, Тимур Хадалавович Гайдалов– (Buinaksk, URSS, 7 de noviembre de 1976) es un deportista ruso que compitió en boxeo.
Ganó una medalla de plata en el Campeonato Mundial de Boxeo Aficionado de 1999 y una medalla de oro en el Campeonato Europeo de Boxeo Aficionado de 2002, ambas en el peso wélter.

## Palmarés internacional
| Campeonato Mundial | Campeonato Mundial       | Campeonato Mundial | Campeonato Mundial |
| Año                | Lugar                    | Medalla            | Categoría          |
| ------------------ | ------------------------ | ------------------ | ------------------ |
| 1999               | Houston (Estados Unidos) | Medalla de plata   | 67 kg              |
| Campeonato Europeo |                          |                    |                    |
| Año                | Lugar                    | Medalla            | Categoría          |
| 2002               | Perm (Rusia)             | Medalla de oro     | 67 kg              |